# Caso Uribe
Na Colômbia, o caso Uribe é um processo judicial de mais de 295 investigações que estão sendo realizadas contra o ex-presidente da República Álvaro Uribe Vélez. O político está sendo investigado pela Comissão de Acusações ; os delitos apontados pelas investigações vão desde fraude processual e suborno até assassinatos extrajudiciais como os massacres de Aro e La Granja, além do assassinato do advogado de direitos humanos Jesús María Valle.
É um dos casos judiciais mais notórios da história da Colômbia e um dos mais midiáticos, devido à imposição de uma medida de detenção domiciliar a Uribe (não uma pena de prisão), sendo um dos poucos casos em que um ex-chefe de Estado colombiano está envolvido. Não há avanços significativos no caso, pois o politico renunciou ao cargo que ocupava como senador para evadir-se da Suprema Corte de Justiça da Colômbia como seu juiz natural e passar seu caso para a Fiscalía General de la Nación onde, segundo críticos, a entidade acusadora atua como sua defesa não permitindo que seus processos avancem para que não seja judicializado.

## Contexto
Em 2012, o senador Iván Cepeda realizou um debate perante a segunda comissão da câmara sobre as investigações que deveriam ser realizadas por crimes contra a humanidade cometidos nos municípios do nordeste de Antioquia.
Mais tarde, em maio de 2012, o senador Cepeda informou ao procurador-geral responsável naquele mesmo ano sobre os incidentes relacionados à segurança de Juan Guillermo Monsalve, administrador da fazenda Guacharacas, de propriedade do ex-presidente Álvaro Uribe.
Em setembro do mesmo ano, Monsalve declarou perante as autoridades que o Bloque Metro dos paramilitares ou Autodefesas Unidas da Colômbia (AUC), foi formada na referida fazenda entre 1996 e 1997 com a participação do ex-presidente Álvaro Uribe e seu irmão Santiago Uribe, o fazendeiro Luis Alberto Villegas e seu irmão Juan Guillermo Villegas, dentre outros fazendeiros.
Em 2014, Cepeda radica um documento relatando uma situação de risco para as testemunhas do ex-paramilitar Pablo Hernan Sierra e do próprio Monsalve perante a Comissão Interamericana de Direitos Humanos (CIDH) em relação ao vínculo do ex-presidente Uribe com o grupo armado ilegal AUC. No entanto, o ex-presidente denuncia o senador Cepeda por suposta manipulação de testemunhas.
A Suprema Corte de Justiça encarregada de processar políticos colombianos recebe a denúncia de Álvaro Uribe junto com várias provas de áudio. No entanto, quatro anos depois, em 16 de fevereiro de 2018, anuncia que não investigará o senador Cepeda por suposta adulteração de testemunhas, mas nesse mesmo ano, o advogado de Cepeda, Reinaldo Villalba, informa ao mesmo tribunal que uma das testemunhas havia indicado que estava recebendo mensagens e visitas de pessoas com a finalidade de que alterasse seus depoimentos sobre os vínculos que o ex-presidente Uribe teria com grupos paramilitares.